# Hwang Sung-min
Đây là một tên người Triều Tiên, họ là Hwang.
Hwang Sung-min (tiếng Hàn: 황성민; sinh ngày 23 tháng 6 năm 1991) là một cầu thủ bóng đá Hàn Quốc thi đấu ở vị trí thủ môn cho Ansan Greeners ở K League 2.

## Sự nghiệp
Anh được lựa chọn bởi Chungju Hummel ở đợt tuyển quân K League 2013. Anh có màn ra mắt trong trận mở màn mùa giải 2013.